# Leberenzyme
Die Leberenzyme sind eine Anzahl teilweise ubiquitär im Körper vorkommender, teilweise auch leberspezifischer Enzyme, deren Bestimmung im Serum Aufschluss über Gewebsschädigungen der Leber gibt. Die gängigsten Parameter sind die Glutamat-Oxalacetat-Transaminase (GOT) bzw. (nach neuer Nomenklatur) Aspartat-Aminotransferase (ASAT), die Glutamat-Pyruvat-Transaminase (GPT) bzw. Alanin-Aminotransferase (ALAT) und die Gamma-Glutamyltransferase (γ-GT). Der Quotient aus ASAT und ALAT (De-Ritis-Quotient) gibt Hinweise auf die zellulären Schädigungen, da die ASAT vorwiegend in Mitochondrien vorkommt. Das Leberenzymerhöhungen können Reaktionen ohne Krankheitswert, beispielsweise als Nebenwirkung von Medikamenten sein, aber auch in Richtung schwerer Funktionsstörungen und Zelluntergänge deuten. Die Zusammenschau mit anderen Befunden und dem Befinden der betroffenen Person ist daher zur Interpretation unabdingbar. Bei Leberschädigungen im Rahmen von Leberentzündungen, Krebsleiden, Gallenstau, zum Beispiel aber auch bei Vergiftungen und chronischem Alkoholmissbrauch sind die Leberenzyme praktisch immer in charakteristischer Weise erhöht.